# Centre de dia
Un centre de dia és un servei d'acolliment diürn que complementa l'atenció pròpia de l'entorn familiar, amb els objectius d'afavorir la recuperació i el manteniment de l'autonomia personal i social, mantenir la persona en el seu entorn personal i familiar en les millors condicions i proporcionar suport a les famílies en l'atenció a les persones grans dependents. La gent que en té cura d'ells s'anomenen auxiliar, aquestes persones tenen una titulació: auxiliar d'infermeria o auxiliar de geriatria. Normalment hi ha un infermer i un fisioterapeuta. També hi pot haver una persona especifica per fer activitats, que pot ser un educador social o un animador social.